# 2025 في المغرب
تحتوي هذه المقالة على أهم الأحداث التي شهدها المغرب في 2025م، إضافة إلى أهم الشخصيات المغربية المولودة والمتوفية في هذه السنة.

## الحُكم
- الملك: محمد السادس
- رئيس الحكومة: عزيز أخنوش.
- وزير الداخلية: عبد الوافي لفتيت

## الأحـداث
ا

## رياضة
- 30 أبريل - منتخب المغرب تحت 17 سنة لكرة القدم يتوج  بطلاً لكأس أمم إفريقيا لكرة القدم للناشئين تحت 17 عاما لأول مرة في تاريخه على حساب منتخب مالي، بركلات الترجيح 4-2.
- 30 أبريل - منتخب المغرب لكرة الصالات للسيدات يتوجن بكأس أمم إفريقيا لكرة القدم داخل القاعة بعدما تمكن الفوز على تنزانيا بنتيجة 3-2.
- 18 مايو - إنهزم منتخب المغرب تحت 20 سنة لكرة القدم أمام منتخب جنوب أفريقيا في المقابلة النهائية بنتيجة 0-1.
- منتظر: 21 ديسمبر 2025 - 18 يناير 2026 - انطلاق النسخة الخامسة والثلاثين من كأس الأمم الأفريقية 2025 في المغرب.

## كتب
- ترجمة كتاب: «The land of an African sultan; travels in Morocco - أرض سلطان مغربي (رحلاتي الى المغرب)» لوالتر هاريس - ترجمه للعربية حسن الزكري.[1]
- تحقيق جديد لكتاب: «تحفة الإمام ونصيحة الإسلام فيما يتوقف عليه الخاص والعام» حققه وقدّم له الباحث خالد طحطح.[2]
- ديوان: «صلاة الخائب» ، للشاعر المغربي الهواري غباري.[3]
- كتاب جماعي التأليف بعنوان: «تاريخ القانون في سياق مغرب متحول».[4]
- كتاب: “FM 104 ” حفريات في ذاكرة إذاعة وجدة الجهوية منذ التأسيس، من تأليف: شفيقة العبدلاوي.[5]
- كتاب: «أوثان السلفية التاريخية» من تأليف: عبد الخالق كلاب.[6]
- كتاب: «إثنوغرافيا الدرازة الوزانية نحو دراسة سوسيو ثقافية للتركيبة الاجتماعية للحرفة –حكاية حرفة تقليدية» من تأليف: هشام بومداسة.[7]
- رواية: «14 نمرة كاطورز» من تأليف: عبد الرحيم أبطي.[8]
- مجموعته قصصية: «عبارات ملهمة» من تأليف: جواد العوالي.[9]
- ديوان: «يلزَمُني خَطيئة أخرى» من تأليف: إدريس الواغـيش.[10]
- كتاب: «السرد في مرآة النقد والديدكتيك» من تأليف: محمد تنفو.[11]
- كتاب: «المغرب وهولندا إبان عهد السلطان مولاي إسماعيل من خلال وثائق الأرشيف الوطني في لاهاي» من تأليف: محمد العمراني.[12]
- كتاب: «التحقيب التاريخي في ضوء مقاربات جديدة» من تأليف: إبراهيم القادري بوتشيش.[13]
- كتاب: «الأسطورة وسوسيولوجيا الدين» من تأليف: سعيد بنحمادة.[14]
- كتاب: «التطور الحضري لوليلي من الفترة المورية (الأمازيغية) إلى الفترة الإسلامية» من تأليف: سيدي محمد العيوض.
- كتاب: «تَمَغْرِبِيتْ.. محاولة لفهم اليقينيات المحلية» من تأليف: سعيد بنيس (الطبعة الثانية).
- كتاب: «صنعات وحكايات من الموسيقى الأندلسية المغربية» من تأليف: عبد السلام الخلوفي.[15]
- كتاب: «دلالات السينما المغربية: التأسيس الثقافي ورؤى الإبداع» من تأليف: حميد تباتو.[16]
- رواية: «نَفَسُ الله» من تأليف: عبد السلام بوطيب.[17]
- كتاب: «هوية المهاجرين المغاربة وسؤال الاختلاف الثقافي في السياق الألماني.. دراسة سوسيولوجية» من تأليف: ماجدة بوعزة.[18]

## أفلام
ا

## مسلسلات
- خط الرجعة (مسلسل)
- جرح قديم (مسلسل)
- أولاد يزة 2 (مسلسل)
- يوم ملقاك (مسلسل)
- رحمة (مسلسل)
- على غفلة (مسلسل)
- فيها خير (مسلسل)
- الدم المشروك (مسلسل)
- أنا وياك (مسلسل)
- صلاح وفاتي 3 (مسلسل)

## موسيقى
ا

## الجوائز
- يناير - فاز الفيلم القصير «مريم» للمخرج والمنتج المغربي عمر الضنايا بالجائزة الكبرى لأفضل فيلم عربي قصير خلال مهرجان الإمارات السينمائي الذي أقيم في دبي.[19]
- 26 فبراير - المغربي سامي الشرايطي يتوج بلقب “نجوم الغد”.[20]

### جائزة المغرب للكتاب12 مارس 2025
- جائزة الشعر: منحت مناصفة لكل من:
  - السيد إدريس الملياني، عن ديوانه “غمة الكمامة”.
  - السيد محمد عزيز الحصيني عن ديوانه “كغيوم تحت القناطر”.
- جائزة السرد:
  - منحت للسيد سعيد منتسب عن روايته “حساء بمذاق الورد”.
- جائزة العلوم الإنسانية: منحت مناصفة لكل من:
  - السيد هشام الركيك عن كتابه “الملاح فضاء وعمران من وحي عقد الذمة”.
  - السيد سمير أيت أومغار عن كتابه “الماء والمدينة بشمال أفريقيا في العهد الروماني”.
- جائزة العلوم الاجتماعية: حجبت.
- جائزة الدراسات الأدبية والفنية واللغوية: حجبت.
- جائزة الترجمة:
  - منحت للسيد حسن الطالب عن ترجمته من الفرنسية للغة العربية لكتاب “شيطان النظرية، الأدب والحس والمشترك”.
- جائزة الدراسات في مجال الثقافة الأمـــازيغيـــة:
  - مٌنحت للسيـــــد العربي موموش عن كتابه« La phrase complexe en amazighe, les circonstancielles».
- جائزة الأدب الأمازيغي:
  - مُنحت للسيد فؤاد أزروال عن مجموعته القصصية “ⵉⵍⴷⵊⵉⴳⵏ ⵓⵔ ⴳⴳⴰⵎⵏ ⴳ ⵜⴳⵔⵙⵜ” (الأزهار لا تنمو في الشتاء).
- جائزة أدب الأطفال واليافعين: حجبت.[21]

- 16 مارس - حقق الفيلم المغربي "عصابات" للمخرج المغربي كمال لزرق تتويجا جديدا، بفوزه بالجائزة الكبرى للجنة التحكيم في الدورة الخامسة عشرة لمهرجان "فرانكوفيلم" بروما.[22]

## وفـيات

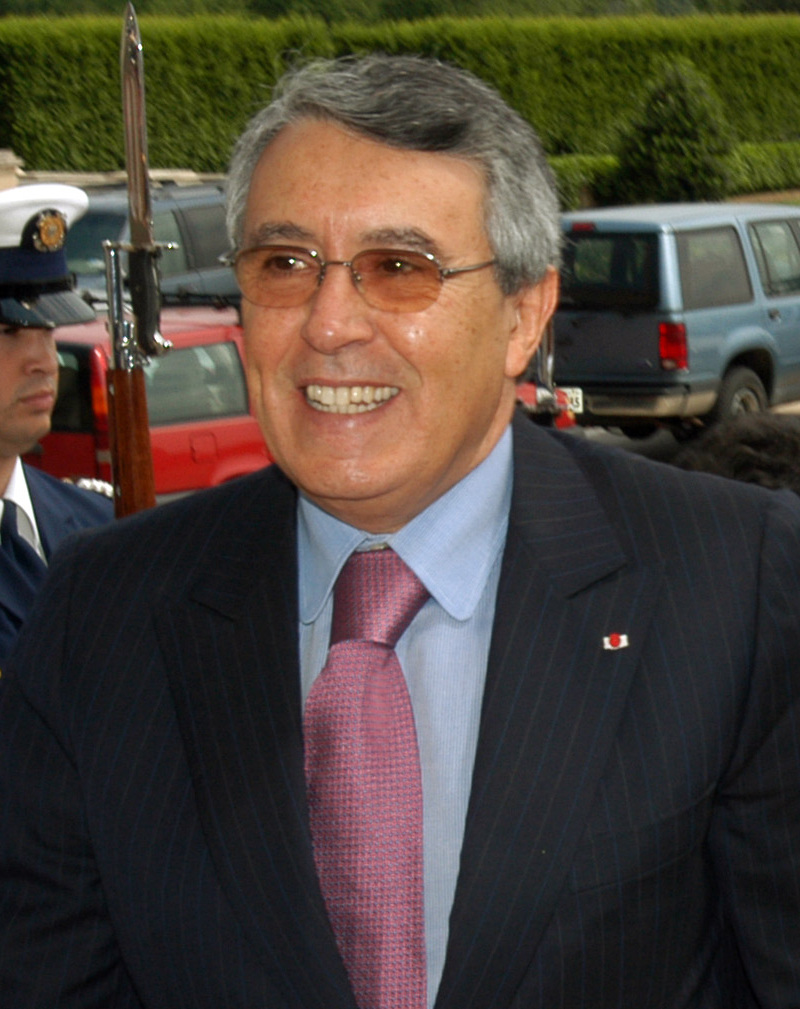
محمد بن عيسى

نعيمة سميح

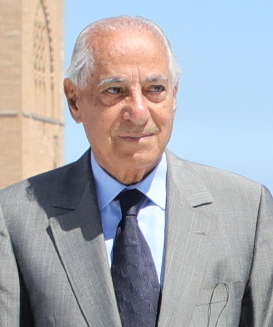
عبد الحق المريني

- 4 يناير - محمد السكتاوي، ناشط حقوقي مغربي (73 سنة).
- 18 يناير - الطيب كحل العيون، شيخ قراء المغرب (94 سنة).
- 18 يناير - لحسن بروكسي، الخبير في العلوم السياسية والإطار السابق بوزارة الداخلية.
- 22 يناير - أمين هاني، ممثل مغربي (50 سنة).
- 25 يناير - عبد المالك أيت أقديم الحنصالي، شيخ الزاوية الحنصالية بالمغرب (75 سنة).
- 29 يناير - علي أبو علي، فنان مغربي.
- 31 يناير - أسامة الخليفي، من مؤسسي حركة 20 فبراير.
- 3 فبراير - سفيان البحري، المشرف السابق على الصفحة الفيسبوكية غير الرسمية التي تنشر صور الملك محمد السادس والعائلة الملكية.
- 5 فبراير - غيثة الغرابي، مغنية شعبية مغربية، الشهيرة فنيا بلقب “غيثة نيبا”.
- 17 فبراير - أحمد البوخاري، رجل المخابرات مغربي (87 سنة).
- 28 فبراير - محمد بن عيسى، سياسي ووزير (88 سنة).
- 8 مارس - نعيمة سميح، مطربة مغربية (70 سنة).
- 9 مارس - حماد القباج، باحث وداعية مسلم مغربي (48 سنة).
- 3 أبريل - سعيد بنجبلي، مدوّن وكاتب رأي وناشط مغربي (45 سنة).
- 5 أبريل - محسن بوهلال، لاعب ومدرب كرة قدم مغربي (54 سنة).
- 5 أبريل - فنة أقلاش، مصممة أزياء مغربية.
- 2 مايو - محمد الشوبي، ممثل مغربي (61 سنة).
- 16 مايو - حسن مهداوي، فنان تشكيلي معربي.
- 28 مايو - نعيمة بوحمالة، ممثلة مغربية (77 سنة).
- 2 يونيو - عبد الحق المريني، مؤرخ المملكة المغربية (91 سنة).
- 16 يوليو - أحمد فرس، لاعب كرة قدم مغربي (78 سنة).
- 24 يونيو - أمينة بركات، ممثلة مغربية (71 سنة).
- 3 أغسطس - لحسن وكاك، شيخ وعالم مغربي (95 سنة).
- 11 أغسطس - مصطفى الطاهري، لاعب كرة قدم مغربي (72 سنة).